# Pel di carota (film 1925)
Pel di carota (Poil de carotte) è un film muto del 1925 diretto da Julien Duvivier, tratto dal romanzo Pel di carota e dalla commedia Pel di carota di Jules Renard.

## Trama
Pel di carota è un fanciullo non amato, anzi vessato, dalla madre, e vittima in casa dei fratelli e di tutti. Le continue vessazioni spingeranno il fanciullo a un tentativo di suicidio in seguito al quale il padre, in precedenza distratto e rassegnato nei confronti della moglie, comprende l'infelicità del figlio.

## Storia
La versione del 1925 è stata restaurata nel 2007 per conto dei produttori Serge Bromberg ed Eric Lange, con le musiche originali di Gabriel Thibaudeau. Il regista Julien Duvivier farà una nuova edizione del film nel 1932. Con la nuova versione di questo film muto Duvivier «si rivelava attento ai problemi del sonoro». Il produttore Serge Bromberg presentando il DVD della versione restaurata nota che ciò che dà la forza al film è la galleria di ritratti espressivi e i piccoli dettagli.
Il bambino protagonista del film, André Heuzé, è l'omonimo figlio del cineasta e scrittore André Heuzé.